# Prove apparenti
Prove apparenti (Night Falls on Manhattan) è un film del 1996 diretto da Sidney Lumet, interpretato da Andy García, Ian Holm, James Gandolfini e Richard Dreyfuss.
Tratto dal romanzo Tainted Evidence di Robert Daley, è sceneggiato dallo stesso regista, al suo 40º film, ventinovesimo ambientato a New York.

## Trama
New York: figlio del poliziotto Liam, alle soglie della pensione, il giovane avvocato Sean Casey cerca di farsi strada nel mondo della legge. Ha la sua occasione proprio a causa del padre: questi, assieme all'agente Joey Allegretto, si apposta una notte per catturare un super ricercato, il boss della droga di New York Jordan Washington. I due, grazie a una soffiata di un ex agente invischiato in affari con Washington, tentano di fare irruzione ma Liam ha la peggio e viene colpito gravemente dal criminale. Nel conflitto a fuoco che si scatena in seguito, Washington riesce a fuggire, dopo aver ucciso tre agenti.
Sull'onda emotiva scatenata, e sotto pressione da parte dei mass media, il procuratore ebreo Morgenstern, coglie l'occasione di affidare a Sean, profondamente colpito dal ferimento del padre, il caso: Washington infatti si costituisce (inspiegabilmente) e viene difeso in tribunale dall'avvocato Vigoda, noto difensore dei diritti civili che porrà, durante il processo, parecchie remore sull'operato della Polizia di NY. Sean ha però la meglio al processo, dove Washington viene condannato.
Mentre la sua carriera (anche politica) decolla, Sean viene convocato dagli affari interni che indagano sui retroscena del processo: si scopre che molti agenti erano in combutta con la malavita e intascavano tangenti da Washington stesso. Nella faccenda sembrano coinvolti anche Liam e Allegretto: messo alle strette, mentre il grand jury è alle porte, Allegretto si suicida, mentre Sean deve lasciar da parte le sue idee sull'infallibilità della giustizia e scendere a un compromesso per salvare il padre.

## Critica
- "Prove apparenti è invece un film medio-basso, un po' noioso, scritto non bene dallo stesso Lumet, con situazioni improbabili (un figlio magistrato che si trova a giudicare il padre poliziotto per una illegalità compiuta a fin di bene, un Procuratore che s'innamora della assistente dell'avversario avvocato della difesa), con un eccesso di tirate, arringhe, pistolotti, monologhi e con un protagonista, Andy Garcia, che la poca intensità espressiva, la faccia carina e fragile, la mancanza di autorevolezza e spessore destinerebbero piuttosto a ruoli secondari" (Lietta Tornabuoni, La Stampa[1])
- "(...) Forte e avvincente nella prima metà, con la sequenza d'azione magistralmente ritmata, il processo nella migliore tradizione di Lumet, attori da applauso (occhio a Leibman, che sullo schermo si vede raramente, straordinario). Poi però il copione smarrisce il filo, qualche figura perde peso (è il caso di Dreyfuss) e il protagonista Garcia anziché dominare gli eventi sembra a rimorchio di ciò che gli succede." (Tullio Kezich, Corriere della Sera[2])